# Liste der Kreisstraßen im Rhein-Neckar-Kreis
Diese Liste enthält die Kreisstraßen im baden-württembergischen Rhein-Neckar-Kreis.

## Abkürzungen
- K: Kreisstraße
- L: Landesstraße

## Liste
Die Kreisstraßen behalten die ihnen zugewiesene Nummer nicht bei einem Wechsel in einen anderen Stadt- oder Landkreis. Nicht vorhandene bzw. nicht nachgewiesene Kreisstraßen sind kursiv gekennzeichnet, ebenso Straßen und Straßenabschnitte, die unabhängig vom Grund (Herabstufung zu einer Gemeindestraße oder Höherstufung) keine Kreisstraßen mehr sind.
Der Straßenverlauf wird in der Regel von Nord nach Süd und von West nach Ost angegeben.
| Nr.    | Verlauf |
| ------ | --- |
| K 203  | siehe den eigenen Abschnitt unten |
| K 4100 | Dilsberg – K 4101 |
| K 4101 | K 4200 in Neuhof – K 4100 – Mückenloch – K 4102 – L 532 in Waldwimmersbach |
| K 4102 | (K 205 im Kreis Bergstraße, Hessen) – Neckarfähre – Landesgrenze – K 4103 – Neckarhäuserhof – K 4101 in Mückenloch                                                                            |
| K 4103 | K 4102 in Neckarhäuserhof – L 595 in Haag |
| K 4104 | L 595 in Haag – K 4105 in Schwanheim |
| K 4105 | (K 38 im Kreis Bergstraße, Hessen) – Landesgrenze – Moosbrunn – K 4106 – Schönbrunn – L 595 – K 4104 – K 4108 – Schwanheim – K 4110 – L 590 – Kreisgrenze – (K 3934 im Neckar-Odenwald-Kreis) |
| K 4106 | K 4105 in Moosbrunn – L 595 in Allemühl |
| K 4108 | L 595 in Allemühl – K 4105 in Schwanheim |
| K 4110 | K 4105 in Schwanheim – L 590 in Schwanheim |
| K 4112 | L 595 in Neckarwimmersbach – Rockenau – Kreisgrenze |
| K 4113 | K 4114 – Kreisgrenze – (K 3925 im Neckar-Odenwald-Kreis) |
| K 4114 | L 2311 in Gaimühle – K 4113 – Kreisgrenze – (K 3921 im Neckar-Odenwald-Kreis) |
| K 4115 | (K 204 im Kreis Bergstraße, Hessen) – Landesgrenze – Igelsbach (baden-württembergischer Anteil) –                                                                                             |
| K 4116 | L 535 in Schönau – Landesgrenze – (K 36 im Kreis Bergstraße, Hessen) |
| K 4117 | L 3105 – Brombach – Landesgrenze – (K 35 im Kreis Bergstraße, Hessen) |
| K 4118 | L 535 in Heiligkreuzsteinach – Landesgrenze – (K 26 im Kreis Bergstraße, Hessen) |
| K 4119 | (Hessen) – Landesgrenze – Eiterbach – L 535 in Heiligkreuzsteinach |
| K 4120 | K 4122 – Vorderheubach – K 4121 – L 535 in Heiligkreuzsteinach |
| K 4121 | Hinterheubach – K 4120 |
| K 4122 | L 596 – K 4120 – Lampenhain – K 4123 – L 535 |
| K 4123 | L 535 – Hilsenhain – Bärsbach – K 4122 |
| K 4124 | L 596 – Oberflockenbach – K 4130 – K 4125 – Steinklingen – Landesgrenze – (K 17 im Kreis Bergstraße, Hessen)                                                                                  |
| K 4125 | (K 16 im Kreis Bergstraße, Hessen) – Landesgrenze – K 4124 in Oberflockenbach |
| K 4126 | (K 16 im Kreis Bergstraße, Hessen) – Landesgrenze – Kreisstraße ohne Anschluss an eine klassifizierte Straße – Landesgrenze – (K 16 im Kreis Bergstraße, Hessen)                              |
| K 4127 | L 3257 – Landesgrenze – (K 15 im Kreis Bergstraße, Hessen) |
| K 4128 | Balzenbach Nord – Landesgrenze – (K 208 im Kreis Bergstraße, Hessen) |
| K 4129 | in Laudenbach – (hessische K 203 des Kreises Bergstraße auf baden-württembergischem Staatsgebiet); siehe auch den besonderen Abschnitt zur K 203 unten                                        |
| K 4130 | in Großsachsen – Hohensachsen – K 4131 – Ritschweier – K 4124 in Oberflockenbach |
| K 4131 | Lützelsachsen – K 4133 – K 4130 in Hohensachsen |
| K 4133 | K 4134 – – K 4131 in Hohensachsen |
| K 4134 | (L 3111 in Hessen) – Landesgrenze – K 4133 – Muckensturm – K 4236 – L 541/L 631 in Heddesheim                                                                                                 |
| K 4135 | L 541/L 631 in Heddesheim – in Leutershausen an der Bergstraße |
| K 4136 | (K 9750 in Mannheim) – Kreisgrenze – L 631 in Heddesheim |
| K 4137 | (K 9751 in Mannheim) – Kreisgrenze – L 538 in Ilvesheim |
| K 4138 | (K 9755 in Mannheim) – Kreisgrenze – Neckarhausen – L 597 – L 637 in Edingen |
| K 4139 | L 637 – K 4239 – Neu-Edingen – Kreisgrenze – (K 9756 in Mannheim) |
| K 4140 | (K 9757 in Mannheim) – Kreisgrenze – L 637 in Edingen |
| K 4141 | L 637 in Edingen – Kreisgrenze – (K 9703 in Heidelberg) |
| K 4142 | K 4243 – in Dossenheim |
| K 4143 | (K 9758 in Mannheim) – Kreisgrenze – Kreisstraße ohne Anschluss an eine klassifizierte Straße – Kreisgrenze – (K 9758 in Mannheim) – Kreisgrenze – L 599 in Brühl                             |
| K 4144 | (K 9704 in Heidelberg) – Kreisgrenze – Plankstadt – L 630 in Schwetzingen |
| K 4146 | (K 9703 in Heidelberg) – Kreisgrenze – K 4147 in Plankstadt |
| K 4147 | (K 9702 in Heidelberg) – Kreisgrenze – Plankstadt – K 4146 – L 543 – /L 544 |
| K 4148 | (K 9709 in Heidelberg) – Kreisgrenze – L 543 in Eppelheim |
| K 4149 | (K 9701 in Heidelberg) – Kreisgrenze – Eppelheim – L 543 – Kreisgrenze – (K 9707 in Heidelberg)                                                                                               |
| K 4151 | K 4252 in Altlußheim – Kreisgrenze – (K 3538 im Landkreis Karlsruhe) |
| K 4152 | L 546 in St. Leon-Rot – Kreisgrenze – (K 3536 im Landkreis Karlsruhe) |
| K 4153 | (K 9711 in Heidelberg) – Kreisgrenze – Bruchhausen – Sandhausen – K 4154 – L 598 |
| K 4154 | K 4153 in Sandhausen – L 598 – K 4155 |
| K 4155 | L 594 in Leimen – Sandhausen – K 4154 – K 4156 |
| K 4156 | L 598 in Sandhausen – K 4155 – – L 594 in Nußloch |
| K 4157 | L 594 in Nußloch – Maisbach – K 4158 – Ochsenbach – K 4159 – K 4161 in Gauangelloch |
| K 4158 | K 4157 in Maisbach – L 547 |
| K 4159 | K 4157 in Ochsenbach – L 547 in Schatthausen |
| K 4160 | L 600 in Bammental – Reilsheim – Gauangelloch – K 4161 – L 547 in Schatthausen |
| K 4161 | (K 9708 in Heidelberg) – Kreisgrenze – L 600 – Gauangelloch – K 4157 – K 4160 |
| K 4162 | (K 9710 in Heidelberg) – Kreisgrenze – Waldhilsbach – |
| K 4163 | K 4200 in Neckargemünd – Wiesenbach – K 4164 – L 532 |
| K 4164 | K 4163 in Wiesenbach – L 532 in Wiesenbach |
| K 4166 | – K 4169 – Malschenberg – L 546 in Malsch |
| K 4167 | L 546 in Malsch – Rettigheim – K 4168 – Kreisgrenze – (K 3521 im Landkreis Karlsruhe) |
| K 4168 | L 546 – K 4167 in Rettigheim |
| K 4169 | K 4166 – in Rauenberg |
| K 4170 | in Rauenberg – Dielheim – K 4171 – L 612 |
| K 4171 | K 4170 in Dielheim – K 4172 in Mühlhausen |
| K 4172 | K 4171 in Mühlhausen – – Kreisgrenze – (K 3520 im Landkreis Karlsruhe) |
| K 4173 | L 547 in Baiertal – L 612 |
| K 4174 | L 612 – in Zuzenhausen |
| K 4175 | K 4271 in Balzfeld – K 4176 |
| K 4176 | / in Eschelbach – K 4175 – L 612 in Hoffenheim |
| K 4177 | L 551 in Michelfeld – / |
| K 4178 | L 532 – Lobenfeld – L 530 – Mönchzell – Meckesheim – – Unterhof – L 612 |
| K 4179 | K 4191 in Epfenbach – L 549 in Waibstadt |
| K 4180 | L 530 in Spechbach – K 4279 |
| K 4181 | K 4279 in Eschelbronn – Neidenstein – L 549 |
| K 4182 | in Steinsfurt – K 4284 in Ehrstädt |
| K 4183 | K 4284 in Ehrstädt – K 4283 |
| K 4184 | K 4283 in Adersbach – K 4284 |
| K 4185 | L 549 in Neckarbischofsheim – Flinsbach – L 530 |
| K 4186 | L 530 in Bargen – Kreisgrenze – (K 3941 im Neckar-Odenwald-Kreis) |
| K 4187 | (K 3938 im Neckar-Odenwald-Kreis) – Kreisgrenze – Ingelheimerhof – L 530 |
| K 4188 | K 4191 in Reichartshausen – |
| K 4189 | L 532 – K 4191 in Reichartshausen |
| K 4190 | L 532 – L 530 in Epfenbach |
| K 4191 | L 532 – K 4189 – Reichartshausen – K 4188 – Epfenbach – L 530 – K 4190 – K 4279 – K 4179 – L 549 in Neidenstein                                                                               |
| K 4200 | in Neckargemünd – K 4163 – Rainbach – Neuhof – K 4101 – Dilsbergerhof – L 532 in Langenzell                                                                                                   |
| K 4236 | L 631 – Heddesheim – K 4134 – L 541 |
| K 4238 | L 536 – Ladenburg – K 4242 – in Schriesheim |
| K 4239 | K 4139 – Kreisgrenze – (K 9759 in Mannheim) |
| K 4242 | K 4238 in Schriesheim – in Dossenheim |
| K 4243 | K 4142 – /L 531 |
| K 4250 | – Herrenteich – L 599 – Ketsch – Schwetzingen |
| K 4252 | – Altlußheim – K 4151 – Neulußheim – /L 546 |
| K 4256 | L 723 – Walldorf – L 594 in Nußloch |
| K 4271 | L 612 in Horrenberg – Balzfeld – K 4175 – Tairnbach – |
| K 4277 | L 551 in Waldangelloch – Weiler – L 550 – L 592 in Reihen |
| K 4279 | L 549 in Eschelbronn – K 4181 – K 4180 – L 530 in Epfenbach |
| K 4281 | L 549 – Daisbach – |
| K 4282 | L 551 an der Kreisgrenze – Hilsbach – L 550 – Kreisgrenze – (K 2147 im Landkreis Heilbronn)                                                                                                   |
| K 4283 | in Steinsfurt – Adersbach – K 4184 – K 4284 – K 4183 – Kreisgrenze – (K 2143 im Landkreis Heilbronn)                                                                                          |
| K 4284 | L 549 in Neckarbischofsheim – K 4184 – Hasselbach – K 4283 – Ehrstädt – K 4183 – K 4182 – Kreisgrenze – (K 2144 im Landkreis Heilbronn)                                                       |

## Kreisstraße203

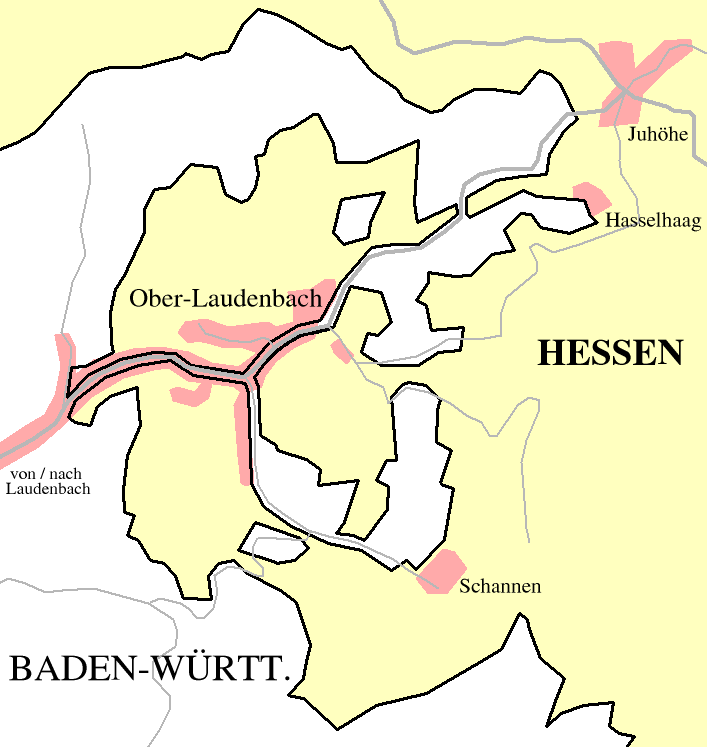
Grenzziehung bei Ober-Laudenbach

Die K 203 des hessischen Kreises Bergstraße liegt vollständig auf dem Gebiet des Landes Baden-Württemberg. 
Laudenbach ist eine Gemeinde im Rhein-Neckar-Kreis im Nordwesten Baden-Württembergs. Am östlichen Ortsrand zweigt die Kreisstraße K 4129 von der Bundesstraße 3 nach Osten ab. Sie trägt den Namen Kirchstraße. Diese geht am Abzweig der kleinen Straße mit dem Namen Finstertal in die Ober-Laudenbacher-Straße über. Ab hier handelt es sich um die K 203 des Kreises Bergstraße. Diese endet am Abzweig der kleinen Straße In der Wolfslücke.
Während sich die Fahrbahn der Ober-Laudenbacher-Straße auf baden-württembergischem Boden befindet, gehören die Häuser an dieser Straße zum Ortsteil Ober-Laudenbach der Kreisstadt Heppenheim (Bergstraße) in Hessen.